# Irish Professional Championship 1987
Die Matchroom Irish Professional Championship 1987 war ein professionelles Snookerturnier ohne Einfluss auf die Weltrangliste zur Ermittlung des irischen bzw. nordirischen Profimeisters der Saison 1986/87. Das Turnier wurde im Februar 1987 erstmals im Antrim Forum der nordirischen Stadt Antrim ausgetragen. Sieger wurde erneut der Nordire Dennis Taylor, der mit einem 9:2-Sieg über Joe O’Boye, der es als erster Ire seit 1981 ins Finale geschafft hatte, seinen sechsten und letzten Titel bei diesem Turnier holte. Taylor spielte außerdem mit einem 129er-Break das höchste Break des Turnieres.

## Preisgeld
Nach zwei Jahren Sponsorschaft durch Strongbow übernahm Matchroom Sport das Sponsoring. Dadurch erhöhte sich das Preisgeld im Vergleich zum Vorjahr zum wiederholten Male, diesmal um 1.900 Pfund Sterling auf 23.000 £. Zudem gab es ein Preisgeld für das höchste Break des Turnieres.
|                 | Preisgeld |
| --------------- | --------- |
| Sieger          | 8.500 £   |
| Finalist        | 5.000 £   |
| Halbfinalist    | 2.500 £   |
| Viertelfinalist | 1.000 £   |
| Erste Runde     | 150 £     |
| Höchstes Break  | 600 £     |
| Insgesamt       | 23.000 £  |

## Turnierverlauf
Wie auch schon im Vorjahr nahmen insgesamt vierzehn Spieler am Turnier teil, von denen zwölf in der ersten Runde ihr erstes Spiel bestritten; lediglich die beiden ehemaligen Weltmeister Alex Higgins und Dennis Taylor waren für das Viertelfinale gesetzt. Während die Erstrundenpartien über maximal neun Frames gingen, wurden Viertel- und Halbfinale im Modus Best of 11 Frames gespielt. Der Sieger des Turnieres wurde schließlich im Modus Best of 17 Frames bestimmt.

|  | Achtelfinale Best of 9 Frames | Achtelfinale Best of 9 Frames |  |  | Viertelfinale Best of 11 Frames | Viertelfinale Best of 11 Frames |   |               | Halbfinale Best of 11 Frames | Halbfinale Best of 11 Frames |  |  | Finale Best of 19 Frames | Finale Best of 19 Frames |
|  |                               |                               |  |  |                                 |                                 |   |               |                              |                              |  |  |                          |                          |
|  |                               |                               |  |  |                                 |                                 |   |               |                              |                              |  |  |                          |                          |
|  |                               |                               |  |  | Dennis Taylor                   | 6                               |   |               |                              |                              |  |  |                          |                          |
|  | Dessie Sheehan                | 5                             |  |  | Dessie Sheehan                  | 3                               |   |               |                              |                              |  |  |                          |                          |
|  | Jack McLaughlin               | 4                             |  |  |                                 |                                 |   | Dennis Taylor | 6                            |                              |  |  |                          |                          |
|  | Paddy Browne                  | 5                             |  |  |                                 | Paddy Browne                    | 1 |               |                              |                              |  |  |                          |                          |
|  | Jackie Rea                    | 3                             |  |  | Paddy Browne                    | 6                               |   |               |                              |                              |  |  |                          |                          |
|  | Pascal Burke                  | 5                             |  |  | Pascal Burke                    | 2                               |   |               |                              |                              |  |  |                          |                          |
|  | Patsy Fagan                   | 3                             |  |  |                                 |                                 |   |               | Dennis Taylor                | 9                            |  |  |                          |                          |
|  |                               |                               |  |  |                                 | Joe O’Boye                      | 2 |               |                              |                              |  |  |                          |                          |
|  |                               |                               |  |  | Alex Higgins                    |                                 |   |               |                              |                              |  |  |                          |                          |
|  | Joe O’Boye                    | 5                             |  |  | Joe O’Boye                      | kl.                             |   |               |                              |                              |  |  |                          |                          |
|  | Billy Kelly                   | 0                             |  |  |                                 |                                 |   | Joe O’Boye    | 6                            |                              |  |  |                          |                          |
|  | Eugene Hughes                 | 5                             |  |  |                                 | Eugene Hughes                   | 3 |               |                              |                              |  |  |                          |                          |
|  | Paul Watchorn                 | 2                             |  |  | Eugene Hughes                   | 6                               |   |               |                              |                              |  |  |                          |                          |
|  | Tony Kearney                  | 5                             |  |  | Tony Kearney                    | 1                               |   |               |                              |                              |  |  |                          |                          |
|  | Tommy Murphy                  | 1                             |  |  |                                 |                                 |   |               |                              |                              |  |  |                          |                          |

### Finale
Der Nordire Dennis Taylor, Weltmeister von 1985, war für das Viertelfinale gesetzt gewesen und hatte mit Siegen über die Iren Dessie Sheehan und Paddy Browne das für ihn siebente Endspiel in Folge innerhalb dieses Turnieres erreicht. Er traf auf Joe O’Boye, der als erster Ire seit Patsy Fagan 1981 wieder im Turnierfinale stand. O’Boye hatte mit einem Sieg über Billy Kelly das Viertelfinale erreicht, in welchem er von der kampflosen Aufgabe von Alex Higgins profitierte, bevor er mit einem 6:3-Sieg über Eugene Hughes sein erstes und zugleich auch letztes Finale eines professionellen Turnieres erreichte.
Favorit Taylor gewann die ersten beiden Frames, ehe O’Boye unter anderem mithilfe eines 50er-Breaks ausglich. Doch Taylor gab von diesem Punkt an keinen einzigen Frame mehr ab und gewann das Spiel mit 9:2. Dadurch wurde Taylor mit insgesamt sechs Turniersiegen der erfolgreichste Spieler der Turniergeschichte vor Alex Higgins mit fünf Titeln, ehe letzterer die 1989er-Ausgabe gewann. Für Taylor sollte es der letzte Titel bei der irischen Profimeisterschaft sein, er erreichte im Rahmen der nächsten Austragung lediglich noch ein Mal das Finale.
| Finale: Best of 17 Frames Antrim Forum, Antrim, Nordirland, Februar 1987                             |                |            |
| Dennis Taylor                                                                                        | 9:2            | Joe O’Boye |
| 68:41, 81:22 (50), 31:71, 55:72 (50), 76:53 (Taylor 52), 69:21, 58:6, 73:55, 79:1 (53), 69:31, 58:32 |                |            |
| 53                                                                                                   | Höchstes Break | 50         |
| – | Century-Breaks | –          |
| 3 | 50+-Breaks     | 1          |

## Century Breaks
Während des Turnieres spielten zwei Spieler jeweils ein Century Break.
- Dennis Taylor: 129
- Paddy Browne: 100